# Finlands geografi
Finlands geografi adskiller sig noget fra de øvrige nordiske lande. Landet er det nordligste på det europæiske kontinent forstået på den måde, at selv om andre lande har områder, der ligger nordligere, så ligger stort set hele Finland nord for 60° N bredde, hvilket landet er ene om. Næsten en fjerdedel af landarealet og en tredjedel af den nord-sydlige distance ligger nord for polarcirklen. Landet er præget af søer og skove og bliver ofte kaldt "de tusind søers land", idet der er i omegnen af 188.000 søer.

## Areal og afgrænsning
Finlands samlede areal er på 338.145 km², hvilket gør det til Europas syvendestørste land efter Rusland, Frankrig, Ukraine, Spanien, Sverige og Tyskland. Af dette areal er 34.330 km² vand, primært søer.
Finland grænser på landjorden op til Sverige mod nordvest, Norge mod nord og Rusland mod øst, mens det ligger ud til Botniske Bugt mod vest og Finske Bugt mod syd; begge disse farvande er en del af Østersøen. Grænsen mod Sverige er 540 km, mod Norge 720 km og mod Rusland 1.268 km. Den samlede kystlinje er omtrent 1.107 km, men den er meget ujævn med dybe bugter og vige. Der er desuden store kyststrækninger, ud for hvilke der er skærgård med mange øer og skær.

## Geologi
Baggrunden for Finlands nuværende udseende er de kontinentale gletsjere, der furede landets overflade. Da isen trak sig tilbage efter den sidste istid for omkring 10.000 år siden, efterlod de et morænelandskab med drumliner og åse. Af andre aftryk, der blev sat af den vigende is, er de talrige søer i særligt den sydlige del af landet. Kraften fra det vandrende islag skabte fordybningerne, som blev fyldt med smeltevandet. Isens tilbagetrækning er i geologisk sammenhæng foregået for så kort tid siden, at afvandingsmønsteret stadig ikke er fuldt udviklet eller ordentligt i stand. Isens bevægelse frem og tilbage er gået i sydvest-nordøstlig retning, hvilket kan aflæses i placeringen af søerne samt elvenes generelle lejer. De to Salpausselkä-højderygge, der forløber parallelt med omkring 25 km indbyrdes afstand, udgør randmoræner. De når maksimalt op i omkring to hundrede meters højde og er de højeste punkter i Sydfinland.
Landet hæver sig fortsat fra havet efter sidste istid. Vægten af de kontinentale gletsjere pressede det land ned, som de gled henover, og endnu i nutiden, ti tusind år efter isens tilbagetrækning, hæver Finland sig op efter det gigantiske tryk, det var udsat for. Mod syd og sydvest sker denne proces langsomt med 25-30 cm for hvert århundrede. Længere mod nord i Österbotten-området sker hævningen hurtigere med op til 80-90 cm pr. århundrede. Processen medfører endvidere, at Finland udvider sig med omkring 7 km² årligt, idet landet stiger op af havet.

## Geografiske regioner
I mange af verdens lande finder man forskellige geografiske regioner, der hver er domineret af en særlig landskabsform; disse er ofte meget forskellige. I Finland er de fire overordnede geografiske regioner overordnet set ikke særligt forskellige, men der er visse træk, der gør det muligt at adskille dem. De fire regioner Skærgårdshavet, Finlands kystområder, Finlands søområde samt Finlands højland.

### Skærgårdshavet
Skærgårdshavet består af tusindvis af øer og skær og strækker sig ud fra den sydvestlige kyst af Finland. Det omfatter blandt andet Ålandsøerne, der ligger i Østersøen, hvor den mod nord bliver til Botniske Bugt. Øerne, der ligger omtrent midtvejs mellem det svenske og det finske fastland, var efter første verdenskrig centrum i en strid mellem Sverige og Finland, der begge gjorde krav på øgruppen. Folkeforbundet bestemte, at øerne skulle høre til Finland, blandt andet ud fra den betragtning, at havet om vinteren lettere fryser til mod Finland på grund af de mange øer, der ligger på derimellem, og derfor ville Åland være af strategisk betydning for Finland af forsvarsmæssige årsager.  

### Finlands kystområder
De kystnære områder består af brede lersletter, der strækker sig fra kysten og indad i et område på maksimalt 100 km. Disse sletter hælder svagt udad mod kysten fra Salpausselkä-højdedragene mod syd, mens de hælder mod sydvest ved den Botniske Bugt. Disse frugtbare områder udnyttes til landbrug med planteavl og husdyrbrug.

### Finlands søområde
Søområdet, der ligger bag ved de to førstnævnte områder inde i landet, er det største af de fire geografiske regioner. Mod syd grænser det op til Salpausselkä-højderne, og nord herfor finder man myriader af søer, der adskilles af lave bakkeområder. Dette landskab strækker sig videre mod øst ind i Rusland, og af den grund er der ikke nogen naturlig grænse mellem de to lande. Det præcise antal søer er vanskeligt opgøre, idet der ikke er nogen helt klar definition på, hvad en sø er. Hvis man regner med en minimumsbredde på 200 meter, er der mindst 55.000 søer i området. Den største er Saimaa, der dækker et areal på 4.400 km², hvilket gør den til den fjerdestørste sø i Europa. Søerne er generelt ikke særlig dybe; den største dybde er på omkring 100 m, mens søerne i gennemsnit ikke er mere end 7 m i dybden. Fordi de er så lavvandede, indeholder søerne kun lidt mere vand end det, der udgøres af den samlede årlige regn i Finland.

### Finlands højland
Højlandet udgøres af landet nord for polarcirklen, og den nordligste del er Lapland. I højlandet finder man selvsagt de højeste bjerge i landet. De ligger omkring Kilpisjärvi i de Skandinaviske bjerge i den "arm" af landet, der strækker sig mod nordvest mod Sverige og Norge. Mod syd i højlandet er der bløde bakker, mens højdedragene længere mod nord er mere ujævne. En hel del af højlandet har ikke bjerge, men består i stedet af sumpe.
De længste og mest spektakulære floder i landet findes i højlandet. Den længste er Kemijoki på 550 km, som har det største antal bifloder, og selv løber ud i Torne älv på grænsen mellem Finland og Sverige, mens Oulujoki på 107 km ligger længere mod syd.

## Klima
Finlands placering relativt langt mod nord har afgørende betydning for landets klima. Den længste årstid er vinteren, og det er kun længst mod syd, at sommeren er lige så lang som vinteren. I gennemsnitlige år begynder vinteren i december og varer til marts i skærgården og ved sydvestkysten, mens den i Lapland begynder først i oktober og varer ved til først i maj. Det betyder, at den sydlige del af landet er snedækket i tre-fire måneder årligt, mens den nordlige del har sne i omkring syv måneder. Omkring halvdelen af en årlig nedbørsmængde på 5-600 mm i Nordfinland falder derfor som sne. Mod syd har man en årlig nedbørsmængde på 6-700 mm, der på grund af en kortere vinter i mindre grad falder i form af sne. 
Atlanterhavet mod vest og Eurasien mod øst vekselvirker om at definere Finlands klima. Den varme Golfstrøm og den nordatlantiske strøm, som opvarmer Norge og Sverige, virker også på Finland til at give varme. Vestenvinde bringer varme luftstrømme ind i østersøområdet og til Finlands kyster, hvorved vintertemperaturerne ikke er alt for lave, særligt mod syd. Disse vinde medfører også på grund af de skyer, de fører med sig, at antallet af solskinstimer om sommeren ikke er voldsomt store. Som modvirkende kraft til dette har man et kontinentalt højtryk, der som regel befinder sig over Eurasien mod øst, og dette højtryk er baggrunden for de strenge vintre og de høje temperaturer om sommeren.
Den højeste temperatur, der er målt i Finland, er 37,2 °C målt i Liperi 29. juli 2010, mens den laveste målte temperatur er -51,5 °C målt i Kittilä 28. januar 1999. Den årlige middeltemperatur er relativt høj i Sydvestfinland med 5,0-7,5 °C med milde vintre og varme somre, og lav i det nordøstlige Lapland med -4 til 0 °C.
| Vejr for Finland | Vejr for Finland | Vejr for Finland | Vejr for Finland | Vejr for Finland | Vejr for Finland | Vejr for Finland | Vejr for Finland | Vejr for Finland | Vejr for Finland | Vejr for Finland | Vejr for Finland | Vejr for Finland | Vejr for Finland |
|                  | Jan              | Feb              | Mar              | Apr              | Maj              | Jun              | Jul              | Aug              | Sep              | Okt              | Nov              | Dec              | År               |
| ---------------- | ---------------- | ---------------- | ---------------- | ---------------- | ---------------- | ---------------- | ---------------- | ---------------- | ---------------- | ---------------- | ---------------- | ---------------- | ---------------- |